# Krušljevec (Sveti Ilija)
Krušljevec falu Horvátországban, Varasd megyében. Közigazgatásilag Sveti Ilijához tartozik.

## Fekvése
Varasdtól 10 km-re délre, községközpontjától Sveti Ilijától 3 km-re délnyugatra, a Bednja bal partján fekszik.

## Története
A településnek 1857-ben 89, 1910-ben 270 lakosa volt. A falu 1920-ig Varasd vármegye Varasdi járásához tartozott, majd a Szerb-Horvát Királyság része lett. 1992-ben Sveti Ilija lett község központja, addig a hozzá tartozó falvakkal együtt közigazgatásilag Varasd városáshoz tartozott. A falunak  2001-ben 77 háza és 253 lakosa volt.